# Ludwig von Friedeburg (General)
Ludwig Friedrich Ferdinand Karl von Friedeburg (* 28. Juni 1862 in Mannheim; † 10. Juni 1924 in Freiburg im Breisgau) war ein deutscher Generalmajor der Reichswehr.

## Leben

### Herkunft
Ludwig war der Sohn des gleichnamigen badischen Majors Ludwig von Friedeburg (1827–1892) und dessen erster Ehefrau Amalie, geborene Kauffmann (1835–1866).

### Militärkarriere
Nach dem Besuch des Gymnasiums in Karlsruhe und der Kadettenhäuser in Bensberg sowie Lichterfelde trat Friedeburg am 16. April 1881 als Sekondeleutnant in das Feldartillerie-Regiment „Großherzog“ (1. Badisches) Nr. 14 der Preußischen Armee in Karlsruhe ein. Vom 29. September 1883 bis 24. September 1884 wurde er an der Vereinigten Artillerie- und Ingenieurschule zum Artillerieoffizier ausgebildet wurde. Am 1. April 1887 erfolgte seine Versetzung nach Münster in das 2. Westfälische Feldartillerie-Regiment Nr. 22, wo er am 20. September 1890 zum Premierleutnant befördert wurde. Vom 1. Oktober 1890 bis zum 2. Juli 1891 befand er sich zur weiteren Ausbildung an der Kriegsakademie. Dort erlernte Friedeburg u. a. die russische Sprache, die er sehr gut in Wort und Schrift beherrschte. Vom 20. Mai 1893 bis zum 17. April 1896 war er als Adjutant der 15. Feldartillerie-Brigade in Straßburg kommandiert, wo er am 27. Januar 1894 zum Hauptmann befördert wurde. Anschließend stieg er zum Chef der 10. Batterie auf und war ab 1. Oktober 1899 bei der 4. Batterie des Mindenschen Feldartillerie-Regiments Nr. 58 tätig. Am 18. Mai 1901 wurde er in den dortigen Regimentsstab versetzt und am 18. November 1905 zum Major befördert. Am 24. April 1906 erfolgte seine Versetzung nach Schwerin in das Großherzoglich Mecklenburgische Feldartillerie-Regiment Nr. 60. Dort diente er zunächst beim Regimentsstab, vom 15. Dezember 1906 bis 30. September 1912 als Kommandeur der II. Abteilung und nach der Beförderung zum Oberstleutnant (am 1. Oktober 1912) wieder im Regimentsstab. Am 1. Oktober 1912 wurde Friedeburg zum Kommandeur des 2. Badischen Feldartillerie-Regiments Nr. 30 in Rastatt ernannt.
Nach dem Ausbruch des Ersten Weltkriegs kam sein Regiment innerhalb der 29. Infanterie-Division bei Mülhausen erstmals zu Kampfhandlungen mit französischen Truppen. Am 19. August 1914 erfolgte Friedeburgs Beförderung zum Oberst. Im weiteren Kriegsverlauf kämpfte er mit seinem Regiment bei Arras, Lille, La Bassée und in der Champagne. Am 31. Januar 1916 wurde Friedeburg Kommandeur der 50. Feldartillerie-Brigade. Nach der Umbildung seines Stabes und Aufstellung war er ab 18. Februar 1917 Artilleriekommandeur 50 und war somit für die gesamte Artillerieführung der 50. Infanterie-Division u. a. in der folgenden Doppelschlacht Aisne-Champagne sowie der Frühjahrsoffensive 1918 verantwortlich. Am 18. Dezember 1917 wurde er zum Generalmajor befördert.
Am 28. August 1918 wurde Friedeburg zum Kommandeur der im Osten liegenden 17. Landwehr-Division ernannt, mit der er sich an der Okkupation großrussischen Gebietes beteiligte. Bereits nach einem Monat erfolgte seine Ablösung von diesem Posten. Man stellte ihn der Heeresgruppe Herzog Albrecht zur besonderen Verwendung und ernannte Friedeburg am 6. Oktober 1918 zum Kommandeur der 91. Infanterie-Division. Diese befehligte er in den letzten Kriegswochen während der Stellungskämpfe im Oberelsass.
Nach dem Waffenstillstand von Compiègne führte er seine Division nach Deutschland zurück, wo sie im Dezember 1918 demobilisiert und aufgelöst wurde. Friedeburg wurde am 22. Dezember 1918 dem Generalkommando des XIV. Armee-Korps zur Verfügung gestellt. Vom 23. Januar bis 31. Mai 1919 fungierte er als Kommandeur der 17. Feldartillerie-Brigade und anschließend als Kommandeur des Höheren Auflösungsstabes Nr. 34. Nach seiner Übernahme in die Vorläufige Reichswehr war Friedeburg ab 7. Juli 1919 Kommandeur der Reichswehr-Brigade 14, wurde aber bereits am 27. September 1919 mit Pension zur Disposition gestellt und aus dem aktiven Dienst entlassen.

### Familie
Friedeburg heiratete am 6. April 1893 in Metz Elisabeth von Kayser. Das Ehepaar bekam die beiden Kinder Annemarie (1894–1989) und den späteren Generaladmiral Hans-Georg (1895–1945). Durch Heirat seiner Nichte Lina war Friedeburg verschwägert mit dem General und Widerstandskämpfer gegen den Nationalsozialismus Fritz Lindemann.

### Auszeichnungen
- Rechtsritter des Johanniterordens am 24. Juni 1910
- Ehrenkreuz des Greifenordens[3]
- Eisernes Kreuz (1914) II. Klasse am 4. September 1914
- Komtur II. Klasse des Ordens vom Zähringer Löwen mit Schwertern am 12. September 1914
- Bayerischer Militärverdienstorden III. Klasse mit Schwertern und Krone am 14. Dezember 1914
- Eisernes Kreuz (1914) I. Klasse am 2. März 1915
- Komtur II. Klasse des Albrechts-Ordens mit Schwertern und Krone am 11. Januar 1916
- Kronen-Orden II. Klasse mit Schwertern am 23. Juli 1916
- Ritterkreuz des Militär-Karl-Friedrich-Verdienstordens am 30. Oktober 1916
- Lippisches Kriegsverdienstkreuz am 14. Juni 1918
- Roter Adlerorden II. Klasse mit Schwertern und Eichenlaub am 6. Juli 1918